# Cyanopepla perspicua
Cyanopepla perspicua là một loài bướm đêm thuộc phân họ Arctiinae, họ Erebidae.